# 대구서도초등학교
대구서도초등학교는 대한민국 대구광역시 서구 평리동에 있는 공립 초등학교이다.

## 학교 연혁
- 1970-03-01 대구서도국민학교 설립인가
- 1970-04-28 대구서도국민학교 개교
- 1988-09-01 대구내서국민학교 이관
- 1996-03-01 '대구서도초등학교'로 명칭 변경
- 1998-11-18 체육관 준공
- 2002-12-31 교사 증축(교실 12실, 창고 1실)
- 2003-03-01 시교육청 지정 영재 교육 시험학교 지정, 운영('03.3.1 ~ '05.2.28)
- 2003-08-31 학교환경개선사업 및 현대화 사업 완성(보건실,과학실)
- 2004-03-01 대구서부교육청 영재교육원 운영('04. 3. 1~'14. 3. 현재)
- 2005-03-01 대구광역시교육청 지정 대용부설연구학교('05. 3. 1~'08. 2. 29)
- 2005-07-15 서도큰길 도서관 개관
- 2006-02-17 제34회 졸업식-남146명, 여123명, 계 269명(총 졸업생 18,234명)
- 2006-03-01 45학급 편성(특수 2포함) 병설 유치원 1학급
- 2007-02-14 제35회 졸업식-남129명, 여111명, 계 240명(총 졸업생 18.474명)
- 2007-03-01 41학급 편성(특수 2포함) 병설 유치원 1학급
- 2007-05-28~2007-07-08 운동장 남쪽 담장허물기 공사
- 2007-07-09 담장허물기사업 공사 완료 및 준공
- 2007-08-31 45학급 편성(특수 2포함) 병설 유치원 1학급
- 2008-02-21 제36회 졸업식-남131명, 여96명, 계 227명(총 졸업생 18,700명)
- 2008-03-03 36학급 편성(특수 2 포함) 병설유치원 1학급 총 재적 1134명
- 2008-12-02 급식실 현대화 사업, 과학실 정비, 교내 승강기 공사 완료
- 2009-02-13 제37회 졸업식-남122명, 여100명, 계 222명(총 졸업생 18,922명)
- 2009-11-27 서도 친환경 생태공원 조성 완료 및 새 단장식
- 2009-12-09 교사 창문 교체 및 교사외벽 리모델링
- 2010-02-10 제38회 졸업식(남99, 여98 계 197명(총 졸업생 19,119명)
- 2010-03-01 32학급 편성(특수 2포함), 병설유치원 1학급(총 재적 879명)
- 2010-03-01 대구광역시교육청 지정 자율학교(학력) 시범 연구학교('10. 3. 1~'11. 2. 28)
- 2011-03-01 교육복지우선투자지원사업 학교 선정('11. 3. 1~'13. 2. 28)
- 2011-03-01 제16대 최병호 교장 부임
- 2011-03-01 30학급 편성(특수2포함) 병설유치원 1학급
- 2011-08-29 교실 바닥 교체 공사, 대형텔레비전 10개 교실 설치
- 2011-09-04 과학실 현대화 및 교육복지실 설치, 교실바닥 및 학생사물함 교체
- 2012-03-01 중국 닝보시 광지중심소학 자매학교 결연
- 2012-11-29 교사 연결 복도 준공
- 2013-02-15 제41회 졸업 156명(총 졸업생 수 19,628명)
- 2013-03-01 28학급 편성(특수 1학급 포함), 병설유치원 1학급
- 2013-07-04 중국 닝보시 광지중심소학교 방한단 본교 방문
- 2014-03-03 제17대 권금홍 교장 부임
- 2014-07-16 라온갤러리 개관
- 2014-09-29 교문 준공
- 2014-12-09 2014 청렴도향상 의지평가 우수교 선정
- 2014-12-15 2014 교육복지우선지원사업 우수사례 발표대회 우수학교
- 2015-02-13 제43회 졸업(101명) - 총 졸업생수 19,836명
- 2015-03-01 27학급 편성(특수 1학급 포함), 병설유치원 1학급